# The Dark Hour

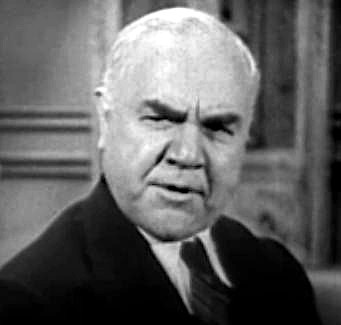
Berton Churchill dans The Dark Hour.

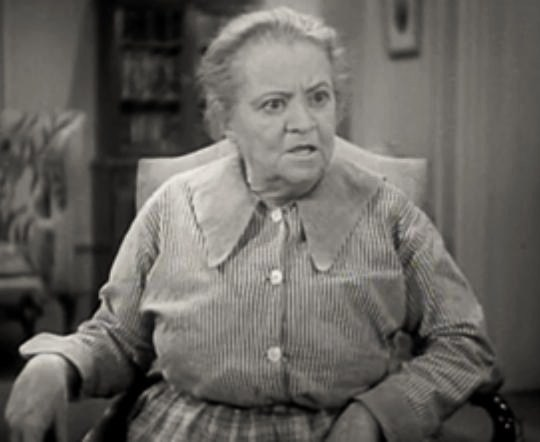
Aggie Herring dans The Dark Hour.

The Dark Hour est un film américain réalisé par Charles Lamont et sorti en 1936.

## Synopsis
Un vieux détective expérimenté et un jeune détective sont en désacord sur la façon d'enquêter sur un crime.

## Fiche technique
- Réalisation : Charles Lamont
- Scénario : Ewart Adamson d'après le roman The Last Trap de Sinclair Gluck
- Producteur : George R. Batcheller
- Photographie : M.A. Anderson
- Montage : Roland D. Reed
- Production : Chesterfield Pictures
- Pays de production :  États-Unis
- Durée : 64 minutes
- Date de sortie : 18 février 1936

## Distribution
- Ray Walker : Jim Landis
- Berton Churchill : Paul Bernard
- Irene Ware : Elsa Carson
- Hobart Bosworth : Charles Carson
- Hedda Hopper : Mrs. Tallman
- E. E. Clive : Foot, the Butler
- Harold Goodwin : Peter Blake
- William V. Mong : Henry Carson
- Michael Mark : Arthur Bell
- John St. Polis : Dr. Munro
- Miki Morita : Choong
- Aggie Herring : Mrs. Dubbin